# Canaänhond
De Canaänhond (Hebreeuws: כֶּלֶב כְּנַעַנִי, Kelev Knaäni) is een oud hondenras uit Palestina. Een Canaänhond wordt ongeveer 55 centimeter hoog. Het ras is ongeveer 4000 jaar oud. De hond werd door bedoeïenen gedomesticeerd, ze vingen jonge dieren en richtten die af als waakhond.
Het ras is geschikt als gezelschapshond. Daarnaast wordt het gebruikt door het Israëlische leger. Het is een waakse hond die gemakkelijk met mensen omgaat, maar zich niet echt aan hen bindt.
Akita ·
Amerikaanse akita ·
Alaska-malamute ·
Basenji ·
Canaänhond ·
Canadese eskimohond ·
Chowchow ·
Cirneco dell'Etna ·
Eurasiër ·
Europese sledehond ·
Faraohond ·
Finse lappenhond ·
Finse spits ·
Groenlandse hond ·
Hokkaido ·
IJslandse hond ·
Jämthund ·
Japanse spits ·
Kai ·
Karelische berenhond ·
Keeshond ·
Kintamanihond ·
Kishu ·
Koreaanse jindohond ·
Lapinporokoira ·
Mexicaanse naakthond ·
Noorse buhund ·
Noorse elandhond ·
Noorse lundehond ·
Norrbottenspets ·
Oost-Siberische laika ·
Peruaanse naakthond ·
Podenco canario ·
Podenco ibicenco ·
Podengo Português ·
Russisch-Europese laika ·
Samojeed ·
Shiba ·
Shikoku ·
Siberische husky ·
Taiwandog ·
Thai Bangkaew Dog ·
Thai ridgebackdog ·
Västgötaspets ·
Volpino italiano ·
Westsiberische laika ·
Yakut laika ·
Zweedse lappenhond